# Парейазавры
Парейаза́вры (лат. Pareiasaurus, от др.-греч. pareia — щека, и др.-греч. sauros — ящер) — род парарептилий, живших во времена пермского периода (265,1—251,9 млн лет назад) на территории современных ЮАР и Замбии. Является типовым родом для семейства Pareiasauridae.

## Описание

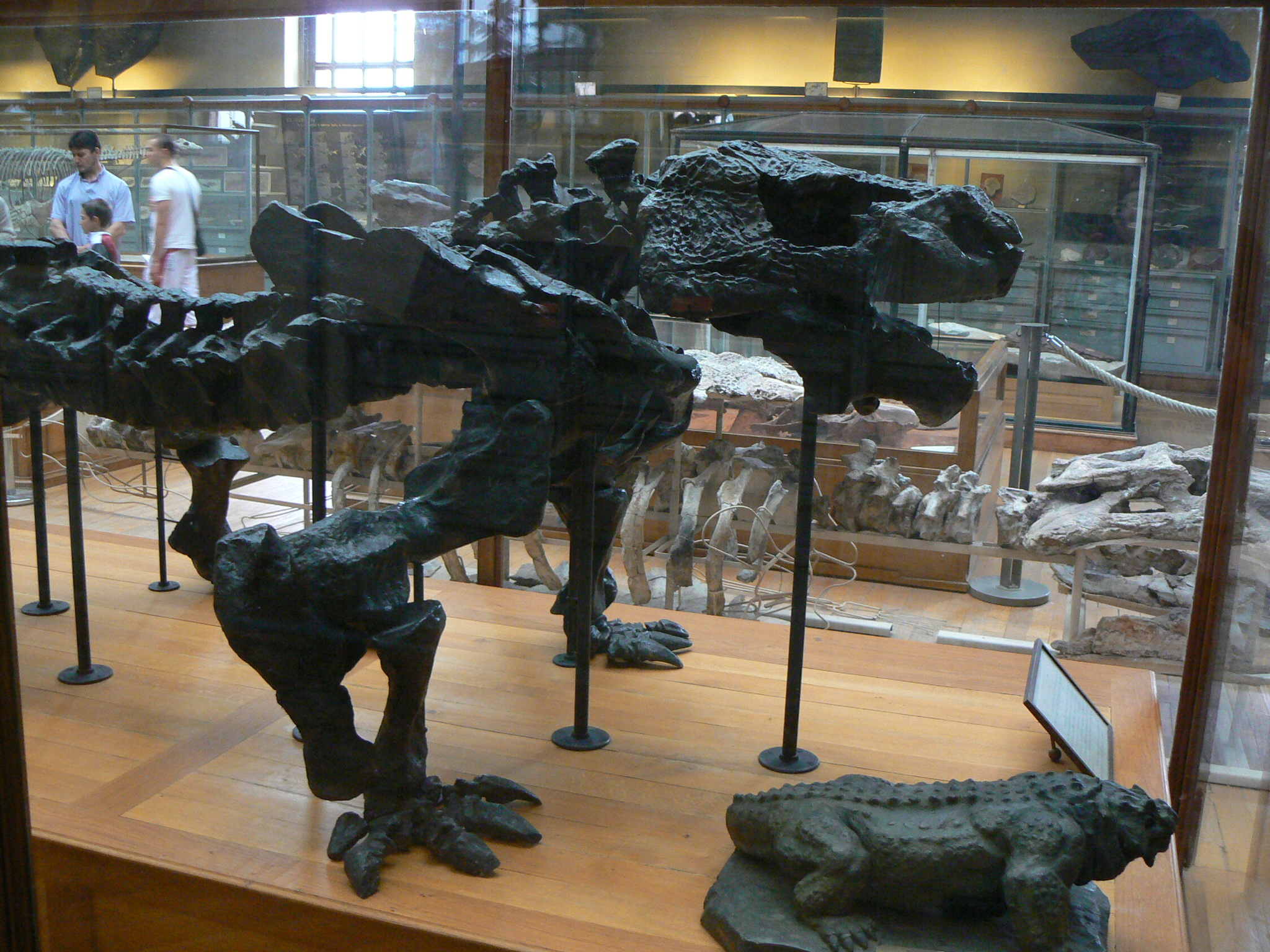
Скелет

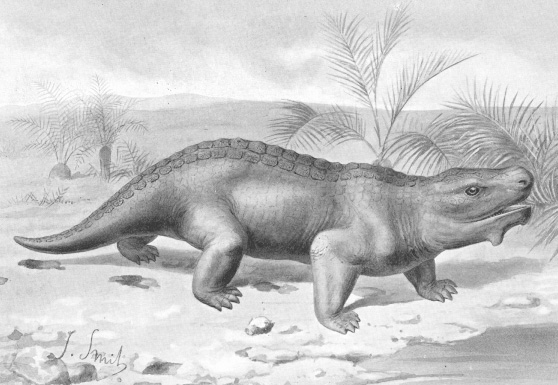
Ранняя реконструкция парейазавра

Длина парейазавра — 2 метра. В литературе указывают длину 4 метра, хотя, возможно, такие особи были редкостью. По подсчётам палеонтологов вес животного составлял 700 кг.
Парейазавр является типичным представителем клады: у него некрупная голова, массивное туловище и недлинный хвост. Череп полукруглый, с необычными крепкими выростами вдоль челюстей под глазницами. Ноги похожи на слоновьи, но передвигалось животное, как и все рептилии, лишь немного приподнимая туловище над землей. Неуклюжее толстое тело покрывал шишковидный внешний слой, образованный костными буграми. Голова была защищена подобным же образом. Его глаз почти не было видно среди всех этих шишек, они казались погруженными в бугристую неровную поверхность.

## Палеоэкология
Знания о палеоэкологии этих животных ограничены, поскольку выводы многих экологических признаков у среднепермских четвероногих основаны на выводах из их морфологии. Хотя широко распространено мнение, что «Далилы» были водными животными и являлись далёкими предками нынешних черепах, экологический образ жизни парейазавров и диноцефальных терапсид долгое время оставался неопределённым. В 2019 году было проведено исследование стабильных изотопов кислорода, входящего в состав фосфатов зубов и костей в качестве показателя зависимости от воды. Результаты исследования показали значения содержания кислорода для парейазавров, диноцефала Anteosaurus и тероцефалов, аналогичные диапазону значений, сходных со значениями для существующих наземных видов. Выводы, сделанные учёными из результатов исследования, указывают на наземный образ жизни этих парарептилий.
Несмотря на броню, покрывавшую спину и бока животного, парейазавр был излюбленной добычей крупных хищников того времени: горгонопсов, диногоргонов и рубиджей. Эти саблезубые синапсиды с очень крепкими клыками легко расправлялись даже со взрослыми особями. Единственной защитой для травоядных гигантов были крепкие скуловые выступающие кости, которыми можно было сильно ударить нападающего.

## Значение для науки
Парейазавр считается сугубо южноафриканскими животными, но их ближайшие родственники, скутозавры, были обнаружены в районе Котельнича, Россия. Эти животные очень похожи, сначала их даже относили к одному роду. Сходство в строении парейазавра и скутозавра говорит о том, что в пермском периоде в северном и южном полушариях обитали близкородственные животные, что, в свою очередь, может являться одним из доказательств теории дрейфа материков.

## Классификация
По данным сайта Paleobiology Database, на сентябрь 2019 года в род включают 2 вымерших вида:
- Pareiasaurus serridens Owentypus [syn. Anthodon gregoryi Broom, 1930, Anthodon nesemanni Broom, 1940, Pareiasaurus minor Seeley, 1892, Pareiasaurus pinnatus Olson & Broom, 1937, Pareiasaurus rubidgei Broom, 1940, Propappus omocratus Seeley, Propappus rogersi Broom, 1912]
- Pareiasaurus whaitsi Broom, 1914

Также в род включают один таксон в статусе nomen dubium: Pareiasaurus henneni Case, 1917.